# Jelena Lichowcewa
Jelena Aleksandrowna Lichowcewa, ros. Елена Александровна Лиховцева (ur. 8 września 1975 w Ałma-Acie), tenisistka rosyjska, przez pewien czas reprezentantka Kazachstanu, czołowa deblistka świata, mistrzyni Wimbledonu 2002 i Australian Open 2007 w grze mieszanej, zdobywczyni Pucharu Federacji 2004.

## Kariera tenisowa
Od stycznia 1992 tenisistka zawodowa, praworęczna, z oburęcznym bekhendem. Znana jest głównie z osiągnięć deblowych, ale sukcesy odnosi również w grze pojedynczej – do czerwca 2005 wygrała trzy turnieje (1993 Montpellier, 1997 Gold Coast, 2004 Forrest Hills), była w finałach turniejów w Strasburgu (1999), Lipsku (2000), Ad-Dauha (2003), Montrealu (Canadian Open, 2004); w 1999 i 2000 wystąpiła w turnieju Masters w grze pojedynczej (odpadła dwukrotnie w I rundzie), w październiku 1999 osiągnęła najwyższą w karierze pozycję w rankingu światowym – nr 15 (od 1994 regularnie klasyfikowana w czołowej pięćdziesiątce na świecie). W turniejach wielkoszlemowych w singlu osiągnęła ćwierćfinały Australian Open 2000 i Wimbledonu 2002 oraz półfinał French Open 2005.
Jako deblistka wygrała do czerwca 2005 23 turnieje cyklu WTA Tour; były wśród tych zwycięstw prestiżowe turnieje w Rzymie (Italian Open, 2001, z Carą Black z Zimbabwe), Lipsku (1998, z Ai Sugiyamą; 2001, z Nathalie Tauziat), Hilton Head (1999, z Janą Novotną). Cztery razy docierała do finałów wielkoszlemowych, nie odnosząc jednak zwycięstwa (2000 US Open, 2004 Australian Open, French Open i US Open); była ponadto w dalszych pięciu półfinałach debla w turniejach wielkoszlemowych. W latach 1998–2004 regularnie kwalifikowała się do turnieju Masters w deblu, w latach 2001–2002 przegrywając dopiero w finałach. We wrześniu 2004 osiągnęła pozycję nr 3 w rankingu światowym deblistek.
Pierwszy tytuł wielkoszlemowy zdobyła w 2002, wygrywając wspólnie z Hindusem Maheshem Bhupathim konkurencję miksta na Wimbledonie. W parze z Danielem Nestorem wygrała Australian Open 2007 oraz w 2006 była w finałach Australian Open i French Open.
W 1995 debiutowała w reprezentacji narodowej w Pucharze Federacji; występuje zarówno w grze pojedynczej, jak i podwójnej. Była w składzie zwycięskiej ekipy w 2004 – nie wystąpiła w finale, ale w trzech poprzednich rundach, mając za partnerkę Swietłanę Kuzniecową, odniosła zwycięstwa deblowe w meczach z Australią, Argentyną i Austrią. Była również w ekipie olimpijskiej Rosji na trzech igrzyskach – Atlancie 1996, Sydney 2000 i Atenach 2004.

## Życie prywatne
21 września 1999 w Las Vegas w Nevadzie Jelena poślubiła Michaela Baranowa. Jej ojciec, Aleksandr, prowadzi własną firmę, a matka Walentyna zajmuje się domem. Rosjanka ma brata, który jest studentem.

## Historia występów wielkoszlemowych
Legenda
     W, wygrany turniej
     F, przegrana w finale
     SF, przegrana w półfinale
     QF, przegrana w ćwierćfinale
     xR, przegrana w x rundzie
     A, brak startu

### Występy w grze pojedynczej
| Australian Open        | A   | A  | 3R | 1R | 4R | 1R | 3R | 3R | QF | 1R | 1R | 1R | 3R | 3R | 2R | 1R | A    | 0 / 14 | 18–14 |  |  |  |  |  |  |  |
| French Open            | A   | A  | A  | 2R | 3R | 2R | 3R | 3R | 1R | 1R | 3R | 1R | 2R | SF | 1R | 2R | A    | 0 / 13 | 17–13 |  |  |  |  |  |  |  |
| Wimbledon              | A   | A  | 1R | 1R | 4R | 2R | 3R | 3R | 2R | 3R | QF | 2R | 2R | 4R | 3R | 2R | A    | 0 / 14 | 23–14 |  |  |  |  |  |  |  |
| US Open                | A   | 2R | 4R | 1R | 3R | 3R | 1R | 4R | 3R | 4R | 2R | 4R | 1R | 4R | 3R | 2R | A    | 0 / 15 | 26–15 |  |  |  |  |  |  |  |
|                        |     |    |    |    |    |    |    |    |    |    |    |    |    |    |    |    |      |        |       |  |  |  |  |  |  |  |
| Ranking na koniec roku | 317 | 67 | 62 | 45 | 18 | 31 | 26 | 18 | 21 | 36 | 42 | 37 | 24 | 17 | 42 | 66 | 1046 | 0 / 56 | 84–56 |  |  |  |  |  |  |  |

### Występy w grze podwójnej
| Australian Open        | A   | A   | 1R | 1R  | 1R | 1R | QF | 2R | 3R | 2R | 1R | 3R | F  | 2R | QF | 1R | A  | 0 / 14 | 18–14 |  |  |  |  |  |  |  |  |
| French Open            | A   | A   | A  | 2R  | 2R | 3R | 3R | QF | 1R | 3R | 3R | SF | F  | 3R | 3R | 1R | 2R | 0 / 14 | 27–14 |  |  |  |  |  |  |  |  |
| Wimbledon              | A   | A   | A  | 1R  | 2R | 2R | 3R | 2R | 1R | 2R | SF | 3R | QF | QF | 3R | QF | A  | 0 / 16 | 23–13 |  |  |  |  |  |  |  |  |
| US Open                | A   | A   | 1R | 1R  | QF | 3R | A  | 1R | F  | SF | SF | SF | F  | 2R | 3R | 1R | 2R | 0 / 14 | 30–13 |  |  |  |  |  |  |  |  |
|                        |     |     |    |     |    |    |    |    |    |    |    |    |    |    |    |    |    |        |       |  |  |  |  |  |  |  |  |
| Ranking na koniec roku | 174 | 141 | 74 | 139 | 55 | 24 | 9  | 8  | 18 | 4  | 10 | 11 | 5  | 7  | 28 | 22 | 77 | 0 / 55 | 98–54 |  |  |  |  |  |  |  |  |

### Występy w grze mieszanej
| Australian Open | A | A | A | A | A | 1R | SF | 2R | QF | 1R | SF | 2R | 1R | 2R | F  | W  | A  | 1 / 11 | 20–10 |  |  |  |  |  |  |  |  |
| French Open     | A | A | A | A | A | 2R | 1R | SF | QF | SF | QF | F  | 1R | 1R | F  | 1R | 1R | 0 / 12 | 18–12 |  |  |  |  |  |  |  |  |
| Wimbledon       | A | A | A | A | A | 2R | QF | SF | QF | SF | W  | 2R | QF | 3R | QF | SF | A  | 1 / 11 | 29–10 |  |  |  |  |  |  |  |  |
| US Open         | A | A | A | A | A | QF | 2R | 1R | SF | 1R | 2R | 2R | QF | 2R | 1R | 1R | A  | 0 / 11 | 10–11 |  |  |  |  |  |  |  |  |
|                 |   |   |   |   |   |    |    |    |    |    |    |    |    |    |    |    |    |        |       |  |  |  |  |  |  |  |  |
|                 |   |   |   |   |   |    |    |    |    |    |    |    |    |    |    |    |    | 2 / 45 | 77–43 |  |  |  |  |  |  |  |  |

## Finały turniejów WTA
| Legenda                | Legenda |
| ---------------------- | ------- |
| Wielki Szlem           |         |
| Igrzyska olimpijskie   |         |
| WTA Tour Championships |         |
| 1988 – 2008            |         |
| Kategoria I            |         |
| Kategoria II           |         |
| Kategoria III          |         |
| Kategoria IV           |         |
| Kategoria V            |         |

### Gra pojedyncza 8 (3-5)
| Końcowy wynik | Nr | Data                 | Turniej       | Nawierzchnia    | Przeciwniczka      | Wynik finału     |
| ------------- | -- | -------------------- | ------------- | --------------- | ------------------ | ---------------- |
| Zwyciężczyni  | 1. | 17 października 1993 | Montpellier   | Dywanowa (hala) | Dominique Monami   | 6:3, 6:4         |
| Finalistka    | 1. | 19 lutego 1995       | Oklahoma City | Twarda (hala)   | Brenda Schultz     | 1:6, 2:6         |
| Zwyciężczyni  | 2. | 5 stycznia 1997      | Gold Coast    | Twarda          | Ai Sugiyama        | 3:6, 7:6(7), 6:3 |
| Finalistka    | 2. | 22 maja 1999         | Strasburg     | Ceglana         | Jennifer Capriati  | 1:6, 3:6         |
| Finalistka    | 3. | 5 listopada 2000     | Lipsk         | Dywanowa (hala) | Kim Clijsters      | 6:7(6), 6:4, 4:6 |
| Finalistka    | 4. | 16 lutego 2003       | Doha          | Twarda          | Anastasija Myskina | 3:6, 1:6         |
| Finalistka    | 5. | 8 sierpnia 2004      | Montreal      | Twarda          | Amélie Mauresmo    | 1:6, 0:6         |
| Zwyciężczyni  | 3. | 28 sierpnia 2004     | Forest Hills  | Twarda          | Iveta Benešová     | 6:3, 6:2         |

### Gra mieszana 5 (2–3)
| Końcowy wynik | Nr | Data             | Turniej         | Nawierzchnia | Partner         | Przeciwnicy                       | Wynik finału  |
| ------------- | -- | ---------------- | --------------- | ------------ | --------------- | --------------------------------- | ------------- |
| Zwyciężczyni  | 1. | 6 lipca 2002     | Wimbledon       | Trawiasta    | Mahesh Bhupathi | Daniela Hantuchová Kevin Ullyett  | 6:2, 1:6, 6:1 |
| Finalistka    | 1. | 7 czerwca 2003   | French Open     | Ceglana      | Mahesh Bhupathi | Lisa Raymond Mike Bryan           | 3:6, 4:6      |
| Finalistka    | 2. | 28 stycznia 2006 | Australian Open | Twarda       | Daniel Nestor   | Martina Hingis Mahesh Bhupathi    | 3:6, 3:6      |
| Finalistka    | 3. | 11 czerwca 2006  | French Open     | Ceglana      | Daniel Nestor   | Katarina Srebotnik Nenad Zimonjić | 3:6, 4:6      |
| Zwyciężczyni  | 2. | 27 stycznia 2007 | Australian Open | Twarda       | Daniel Nestor   | Wiktoryja Azaranka Maks Mirny     | 6:4, 6:4      |

## Występy w Turnieju Mistrzyń w grze podwójnej
| Rok  | Rezultat    | Partnerka            | Przeciwniczki                         | Wynik         |
| 1998 | Ćwierćfinał | Ai Sugiyama          | Alexandra Fusai Nathalie Tauziat      | 6:4, 1:6, 4:6 |
| 1999 | Ćwierćfinał | Ai Sugiyama          | Lisa Raymond Rennae Stubbs            | 3:6, 3:6      |
| 2000 | Ćwierćfinał | Cara Black           | Martina Hingis Anna Kurnikowa         | 0:6, 5:7      |
| 2001 | Finał       | Cara Black           | Lisa Raymond Rennae Stubbs            | 5:7, 6:3, 3:6 |
| 2002 | Finał       | Cara Black           | Jelena Diemientjewa Janette Husárová  | 6:4, 4:6, 3:6 |
| 2003 | Półfinał    | Cara Black           | Kim Clijsters Ai Sugiyama             | 3:6, 4:6      |
| 2004 | Półfinał    | Swietłana Kuzniecowa | Nadieżda Pietrowa Meghann Shaughnessy | 3:6, 2:6      |
| 2005 | Półfinał    | Wiera Zwonariowa     | Cara Black Rennae Stubbs              | 4:6, 6:7(4)   |

## Turnieje rangi ITF
| turnieje z pulą nagród 100 000 $ |
| turnieje z pulą nagród 75 000 $  |
| turnieje z pulą nagród 50 000 $  |
| turnieje z pulą nagród 25 000 $  |
| turnieje z pulą nagród 15 000 $  |
| turnieje z pulą nagród 10 000 $  |

### Gra pojedyncza 4 (2-2)
| Rezultat     | Data       | Turniej   | Naw.            | Przeciwniczka               | Wynik            |
| Zwyciężczyni | 01/03/1992 | Vilamoura | Twarda          | Swetłana Kriwenczewa        | 4:6, 6:2, 7:6(2) |
| Finalistka   | 16/08/1992 | Rebecq    | Ceglana         | Nelly Barkan                | 3:6, 0:6         |
| Finalistka   | 13/09/1992 | Warna     | Ceglana         | Linda Niemantsverdriet      | 2:6, 3:6         |
| Zwyciężczyni | 31/01/1993 | Båstad    | Dywanowa (hala) | Maria Francesca Bentivoglio | 6:2, 6:1         |

### Gra podwójna 9 (6-3)
| Rezultat     | Data       | Turniej    | Naw.            | Partnerka            | Przeciwniczki                           | Wynik         |
| Zwyciężczyni | 19/01/1992 | Bamberg    | Dywanowa (hala) | Dorien Wamelink      | Olga Lugina Markéta Stusková            | 4:6, 6:1, 6:2 |
| Zwyciężczyni | 23/02/1992 | Montechoro | Twarda          | Swetłana Kriwenczewa | Angelina Petrova Petra Rihtarić         | 6:4, 6:4      |
| Zwyciężczyni | 01/03/1992 | Vilamoura  | Twarda          | Swetłana Kriwenczewa | Tânia Couto Sofia Prazeres              | 6:3, 6:2      |
| Zwyciężczyni | 16/08/1992 | Rebecq     | Ceglana         | Swetłana Kriwenczewa | Nelly Barkan Maria Marfina              | 7:5, 6:2      |
| Zwyciężczyni | 24/08/1992 | Koksijde   | Ceglana         | Maria Marfina        | Swetłana Kriwenczewa Agata Werblińska   | 6:3, 6:3      |
| Finalistka   | 05/09/1992 | Bourgas    | Ceglana         | Swetłana Kriwenczewa | Galia Angelova Tzvetelina Nikolova      | 6:3, 4:6, 3:6 |
| Finalistka   | 25/10/1992 | Moskwa     | Twarda          | Julia Lutrova        | Natalia Egorova Swietłana Parchomienko  | 4:6, 6:4, 4:6 |
| Zwyciężczyni | 15/11/1992 | Manchester | Dywanowa (hala) | Jelena Makarowa      | Elena Pampoulova-Wagner Nathalie Tschan | 6:3, 6:4      |
| Finalistka   | 28/03/1993 | Brest      | Twarda          | Jelena Makarowa      | Kristie Boogert Linda Niemantsverdriet  | 6:4, 5:7, 5:7 |

## Występy w igrzyskach olimpijskich

### Gra pojedyncza
| Runda                                                                       | Przeciwniczka                             | Wynik    |  |
| --------------------------------------------------------------------------- | ----------------------------------------- | -------- |  |
|                                                                             |                                           |          |  |
| Letnie Igrzyska Olimpijskie w Atlancie 1996, reprezentując państwo Rosja    |                                           |          |  |
| I runda                                                                     | Stany Zjednoczone: Mary Joe Fernández [7] | 2:6, 4:6 |  |
|                                                                             |                                           |          |  |
| Letnie Igrzyska Olimpijskie w Sydney 2000, reprezentując państwo Rosja [15] |                                           |          |  |
| I runda                                                                     | Niemcy: Jana Kandarr                      | 4:6, 4:6 |  |

### Gra podwójna
| Runda                                                                   | Partnerka                | Przeciwniczki                                       | Wynik            |
| ----------------------------------------------------------------------- | ------------------------ | --------------------------------------------------- | ---------------- |
|                                                                         |                          |                                                     |                  |
| Letnie Igrzyska Olimpijskie w Sydney 2000, reprezentując państwo Rosja  |                          |                                                     |                  |
| I runda                                                                 | Anastasija Myskina       | Słowenia: Tina Križan / Katarina Srebotnik [7]      | 7:6(4), 6:3      |
| II runda                                                                | Anastasija Myskina       | Stany Zjednoczone: Serena Williams / Venus Williams | 6:4, 2:6, 3:6    |
|                                                                         |                          |                                                     |                  |
| Letnie Igrzyska Olimpijskie w Atenach 2004, reprezentując państwo Rosja |                          |                                                     |                  |
| I runda                                                                 | Swietłana Kuzniecowa [1] | Czechy: Libuše Průšová, Barbora Záhlavová-Strýcová  | 6:2, 3:6, 6:1    |
| II runda                                                                | Swietłana Kuzniecowa [1] | Francja: Nathalie Dechy, Sandrine Testud            | 6:2, 6:7(5), 3:6 |